# Platinsäure
Platinsäure ist eine anorganische Sauerstoffsäure des Platins. Ihre Salze sind die Platinate.

## Eigenschaften
Die Platinsäure besitzt ein monoklines Kristallsystem mit der Raumgruppe C2/c (Raumgruppen-Nr. 15). Die Gitterparameter liegen bei a = 8,459 Å, b = 7,184 Å, c = 7,429 Å und Z = 4. Der β-Winkel 93,71° weit. Die Struktur entspricht einer verzerrten K2PtCl6-Struktur mit nahezu regelmäßigen Pt(OH)6-Oktaedern, die eine annähernd kubisch-flächenzentrierte Anordnung bilden. Die kurzen O···O-Abstände zwischen den Oktaedern deuten auf starke Wasserstoffbrückenbindungen hin.